# جيريمي راي (مقدم تلفزيوني)
جيريمي راي (بالإنجليزية: Jeremy Ray)‏ هو مقدم تلفزيوني أسترالي، ولد في 19 يوليو 1984 في سيدني في أستراليا.

## وصلات خارجية
- جيريمي راي على موقع IMDb (الإنجليزية)
- جيريمي راي على موقع قاعدة بيانات الفيلم (الإنجليزية)